# マカフィー アンチウイルス
マカフィー アンチウイルス (McAfee Antivirus) とはマカフィー社が開発を行っているアンチウイルスソフトウェアである。

## 概要
世界で初めてトロイの木馬を検知・駆除したアンチウイルスソフトとして知られる。コンピュータウイルスやワームのほかスパイウェア、ダイヤラー、ジョークプログラムなどに対応している。
現在、個人向け製品ではウイルススキャン単体のマカフィー アンチウイルスのほかに、アンチスパム (Anti-Spam)、パーソナルファイアウォール (Personal Firewall)、ペアレンタルコントロール (Parental Control:保護者機能)、セキュリティーセンター (Security Center)などがセットになった統合製品（例：「マカフィー インターネット セキュリティ」や「マカフィー リブセーフ」など）を販売している。
価格.comのサイトが改竄され、トロイの木馬を混入された事件（2005年5月）で事件発生前の2004年12月22日（米国日時）に定義ファイルがウイルスに対応できていたアンチウイルスソフトの1つである（正式対応は2005年5月16日。定義ファイルで事前に対応できていたソフトとしては他にKaspersky Anti-Virusなどがある。なお同事件で有名になったNOD32アンチウイルスの場合、当初は定義ファイルに対応していない未知のウイルスを検知するヒューリスティックエンジンで検出していた）。
Mac OS版のVirusScan for Macintoshも販売している。当初は日本語に対応しておらず英語のみだったが、2011年版からは、日本語版のMac OS版も出ている。また、企業向けであるがUNIXやLinuxなど複数のOS環境、アドオンを追加する事でNAS内部のスキャンやVMwareなどの仮想化製品で利用する仮想ディスクのスキャンに対応している。
なお2007年版からはWindows 98、Meへの対応が、2008年版からはサービスパック未適用のXPへの対応がそれぞれ終了した。また、2010年7月13日以降は、Windows 2000、XPのうちサービスパック1・2、及びサービスパック未適用のVistaへの対応が終了した。
2008年版からは、新規購入分については新たにフィッシング詐欺サイトなど危険なサイトについて警告を出すなど、サイトの安全性を判断する「サイトアドバイザ（SiteAdvisor）」の機能が追加された。
PC向けの他、スマートフォンに多く使用されるAndroid向けの製品も登場しており、NTTドコモでは2011年7月1日より「ドコモあんしんスキャン Powered by McAfee」の名称でアプリの提供を無償で行なっている（2011年秋冬モデルからは端末にアプリが標準装備される）。
J:COM（ジェイコム）はインターネット会員者用向けに「マカフィー for ZAQ」を、NTTぷららは「マカフィー for plala」というように、マカフィーでは「パートナー」と呼ばれるプロバイダを通じたセキュリティサービスの提供も行っている。

### 2007年版以降での変更点
日本では2007以降、ライセンススタイルを改めた。それまでは新バージョンが出る度に商品を買い替える必要があったものの、2007以降、買い替える必要があるのは年単位の使用権（ライセンス）のみとなりライセンスの有効期間内であればソフトウェア自体を常に最新バージョンに自動更新する方式に改められた。このため初売からかなり期間（1年以内）が経過してから購入しても、最新バージョンを利用できることになる。このスタイルは、オペレーティングシステムが公式サポートされる間は更新料無しでずっとライセンスが有効となる方式（ウイルスセキュリティなど）とはまた異なる。
ライセンススタイルの変更により2008以降では商品から年次表記が消え、CDには焼いた段階での最新プログラムが収められるようになった（但し、2009年度版以降では年次表記が復活している）。
2007以降はパッケージを購入した場合、インストールする際に「CDからインストール」「ネットインストール」のどちらかを選ぶよう求められる。「ネットインストール」はインターネットに接続して、マカフィーのサイトから最新バージョンのプログラムを自動でダウンロードしてインストールするもの。2009以降では、Windows 7へインストールする場合は、パッケージからのインストールであっても、必ず「ネットインストール」を求められるようになっている。最近ではリスク定義ファイルだけでなくプログラム自体も更新速度が上がっていることから、マカフィーでは「ネットインストール」を利用するよう推奨している。現在では、パッケージ版でもCD-ROMは付属していなくて単なる「ライセンスキー」のようになっている。
2011からはクラウドベースの検出機能を搭載。24時間体制でデータベースに情報を蓄積し、定義ファイルに該当しない脅威にも素早く対応するシステムを採用した。

## 障害
利用期限延長の手続（オンゴーイング・プロテクション）を行う際に、支払をクレジットカード引き落としにしていた利用者に対し、更新手続の解約方法が不明確だったため、意図しない引き落としが発生したことがある。これについては、シマンテック社製のセキュリティソフトでも同様の事例が発生している。
2010年4月21日22時ごろ（日本標準時）に配布されたウイルス定義ファイルのバージョン5958において、Windows XP SP3のシステムファイルsvchost.exeをW32/Wecorl.aとして誤検出し、結果Windowsが再起動し続ける問題が発生した。
同日2時30分ごろに同定義ファイルを取下げ5時10分ごろに問題を解決した5959をリリースした。
既に問題が起きていた場合にはユーザーが復旧作業を行う必要がある。
2012年8月18日に配布したウイルス定義ファイル（6807・6808）によって、一部の個人ユーザーについてはインターネット接続障害を、一部の法人ユーザーについては製品機能に問題を引き起こす障害が発生した。マカフィー社は同日に、修正パッチを配布した 。

## 歴史
- 1991年 - 日本の株式会社ジェードが「スキャンワクチン」の名前で販売していた。海外では米国マカフィー社（1986年設立）が「VirusScan」を販売。2社無関係であった。
- 1997年 - 米国マカフィー社が株式会社ジェードを買収。
- 1998年6月 - ドクター・ソロモン社がネットワーク・アソシエイツ社（現・マカフィー社）に買収され、ドクターソロモン・アンチウイルスの後継と位置付けられた。
- 2001年9月 - ソースネクスト株式会社が総販売元となり、同社ブランドで「マカフィーウイルススキャン」として販売される。
- 2003年10月 - ソースネクスト株式会社との代理販売契約が終了、マカフィー日本法人が発足し同社の直接販売を開始。